# Lymelife
Lymelife (deutscher Titel auch Long Island Blues) ist ein US-amerikanisches Filmdrama von Derick Martini und Steven Martini aus dem Jahr 2008 über das Leben von zwei Familien in einem typischen amerikanischen Vorort im Jahr 1979.

## Inhalt
Der 15-jährige Scott Bartlett lebt mit seiner Familie auf Long Island. Seine Eltern, Brenda und Mickey, haben große Angst vor Borreliose, daher darf Scott nur entsprechend vor Zecken geschützt vor die Haustür.
Sein Vater baut und verkauft Immobilien und ist damit zu einem gewissen Wohlstand gekommen. Sein neuestes Projekt, die Entwicklung eines ganzen Wohnviertels, läuft jedoch nicht ganz so erfolgreich wie geplant. Als er eigenmächtig auch ein neues Haus für seine Familie plant, kommt es zum Streit zwischen Scotts Eltern. Im Eheleben der beiden kriselt es jedoch schon seit Längerem.
Scott ist heimlich in Adrianna Bragg verliebt, die in ihm jedoch mehr ihren kleinen Bruder sieht und auf andere Jungs steht. Auf einer Kirchenparty kommen sich die beiden etwas näher, doch Adrianna gesteht ihm, dass sie lieber mit älteren Jungs ausgeht, da diese reifer sind. Als sich Adrianna mit einem anderen Jungen einlässt, lässt Scott einen Freund glauben, dass er mit ihr intim gewesen sei. Dies sorgt jedoch nur dafür, dass Adrianna nichts mehr mit Scott zu tun haben will.
Wegen seines reichen Vaters wird Scott in der Schule drangsaliert und erpresst, woraufhin sein älterer Bruder Jimmy eingreift und den Peiniger zusammenschlägt. Jimmy ist in der Armee und auf Urlaub zu Hause bei seiner Familie. Gegenüber seiner Familie stellt er sich als heldenhafter Soldat dar. Später beichtet Jimmy seinem Bruder, dass er in der Armee nur Nachrichtenspezialist ist und gar keine Waffe trägt. Die Armee ist nicht sein großer Traum, sondern für ihn nur ein Weg, um der heuchlerischen Vorstadtidylle zu entkommen.
Im Wald trifft Scott auf Mr. Bragg, den Vater von Adrianna, der dort Schießübungen macht. Mr. Bragg ist an Borreliose erkrankt und hat seinen Job verloren. Seiner Familie gibt er vor, auf Jobsuche zu sein, doch stattdessen zieht er sich immer mehr in seine eigene Welt zurück, da ihn seine Krankheit mehr belastet, als er bereit ist zuzugeben. Seine Frau, Melissa Bragg, arbeitet im Immobilienbüro von Scotts Vater Mickey und beginnt eine Affäre mit ihm. Erst als Adrianna Scott offen darauf hinweist, werden Scott die Probleme seiner Familie bewusst.
Jimmy ist wegen der Affäre seines Vaters sehr enttäuscht von ihm und versucht ihn zur Rede zu stellen, doch der will davon nichts hören. Brenda scheint die Affäre ihres Mannes scheinbar klaglos hinzunehmen. Erst nachdem sie von Scott offen auf die Affäre seines Vaters angesprochen wird, wirft sie ihren Mann nach einem heftigen Streit aus dem Haus. Mickey zieht daraufhin in das neue Haus, das er für die Familie gebaut hat. In einer Bar kommt es später zur Konfrontation zwischen Mickey und Charlie, die jedoch nicht zu einer Lösung zwischen den beiden führt.
Aufgrund der familiären Probleme wird Scott zunehmend aggressiver und schlägt auf dem Schulgelände seinen alten Peiniger scheinbar grundlos zusammen, worauf er eine Woche von der Schule suspendiert wird. Mickey versucht sich vor seinem Sohn für sein Handeln zu rechtfertigen, doch Scott kann seinem Vater nicht verzeihen.
Auf Scotts Firmung kommen sich Scott und Adrianna wieder näher, nachdem Adrianna ihm verziehen hat. Adrianna gesteht ihm, dass sie zwar mit älteren Jungs ausgegangen sei, jedoch immer noch Jungfrau ist. Schließlich schlafen beide miteinander. Bei der Feier entspannt sich das Verhältnis zwischen Mickey und Brenda etwas, Brenda möchte jedoch auch weiterhin nicht mit ihrem Mann in dem alten Haus der Familie zusammen wohnen.
Als Melissa herausfindet, dass ihr Mann sich keinen neuen Job gesucht hat, sondern die Tage im Keller verbracht hat, packt sie ihre Koffer und zieht aus. Charlie nimmt davon kaum eine Notiz, vielmehr ergreift er sein Gewehr und geht aus dem Haus, um vermutlich einem zuvor erblickten, womöglich nur eingebildeten Hirsch nachzustellen.
Mickey entschließt sich, das von ihm für die Familie neu errichtete Haus zu verkaufen als symbolischen Akt, um wieder bei seiner Familie einen Neuanfang zu starten. Scott nimmt dies wohlwollend zur Kenntnis, während er mit Adrianna im Schulbus wegfährt. So sieht er nicht, wie sein Vater am Ende von Charlie vor seinem Haus erschossen wird, als dieser vermutlich den Hirsch erschießen wollte.

## Veröffentlichungen
Der Film wurde 2008 im Rahmen des Toronto International Film Festival gezeigt und lief ab 8. April 2009 in ausgewählten US-amerikanischen Kinos. In Deutschland lief Lymelife nicht im Kino, sondern wurde lediglich auf DVD veröffentlicht.
Weltweit spielte der Film bei einem Budget von geschätzt 1,5 Millionen US-Dollar rund 500.000 Dollar ein (Stand Juli 2009).

## Kritiken
„Lockere Satire über eine trügerische Vorortidylle“

„Eine durchaus gelungene Coming-Of-Age-Geschichte mit einem ordentlichen Plot und einem überraschenden Ende.“

„In dieser schwarzen Filmkomödie vom Regiedebütant Derick Martini wird der Zuschauer nach ca. 20 Minuten das Gefühl nicht los, dass er schon über eine Stunde den Film ansieht.“

Bei Metacritic erreicht der Film einen Metascore von 64 %. Von den bei Rotten Tomatoes gesammelten Filmkritiken fallen 63 % positiv aus (Stand August 2016).